# Niittykumpu (métro d'Helsinki)
Niittykumpu (en finnois : Niittykumpu et ensuédois : Ängskulla) est une station de la ligne M1 du métro d'Helsinki. Elle est située au 2 de la voie Niittykatu dans le quartier de Niittykumpu, district de Suur-Tapiola de la municipalité d'Espoo, à proximité d'Helsinki en Finlande.
Mise en service en 2017, elle est desservie par les rames de la ligne M1.

## Situation sur le réseau

Plan du métro.

Établie en souterrain, Niittykumpu, est une station de passage de la ligne M1 du métro d'Helsinki. Elle est située entre la station Matinkylä, terminus ouest de la ligne, et la station Urheilupuisto, en direction du terminus est Vuosaari.
Elle dispose d'un quai central encadré par les deux voies de la ligne.

## Histoire
La station Niittykumpu est mise en service le 18 novembre 2017, lors de l'ouverture à l'exploitation du prolongement de Ruoholahti à Matinkylä,.

## Services aux voyageurs

### Accès et accueil
Les accès à la station sont accessibles aux personnes à la mobilité réduite.

### Desserte
Niittykumpu est desservie par les rames de la ligne M1 du métro d'Helsinki.

Installations
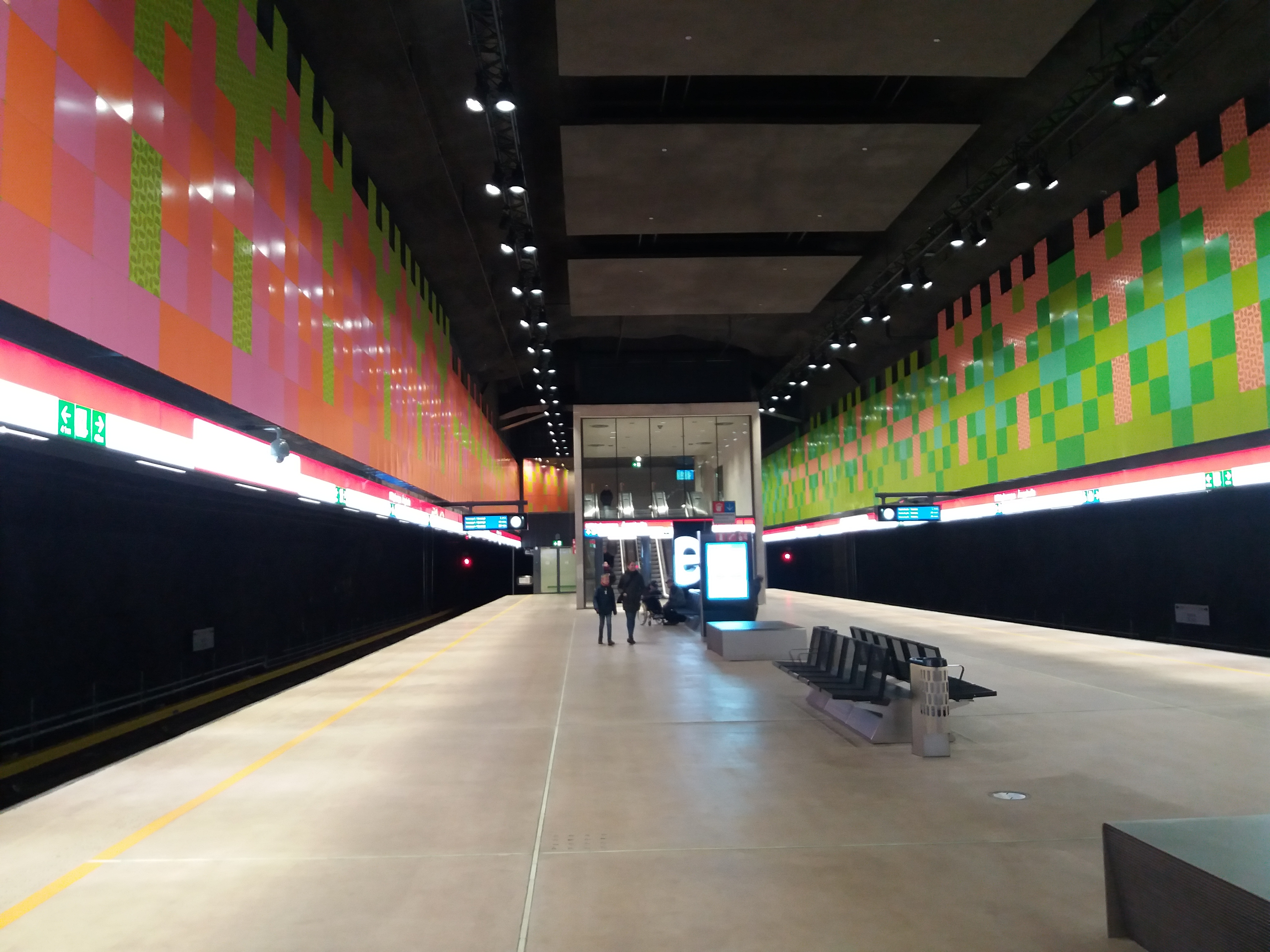
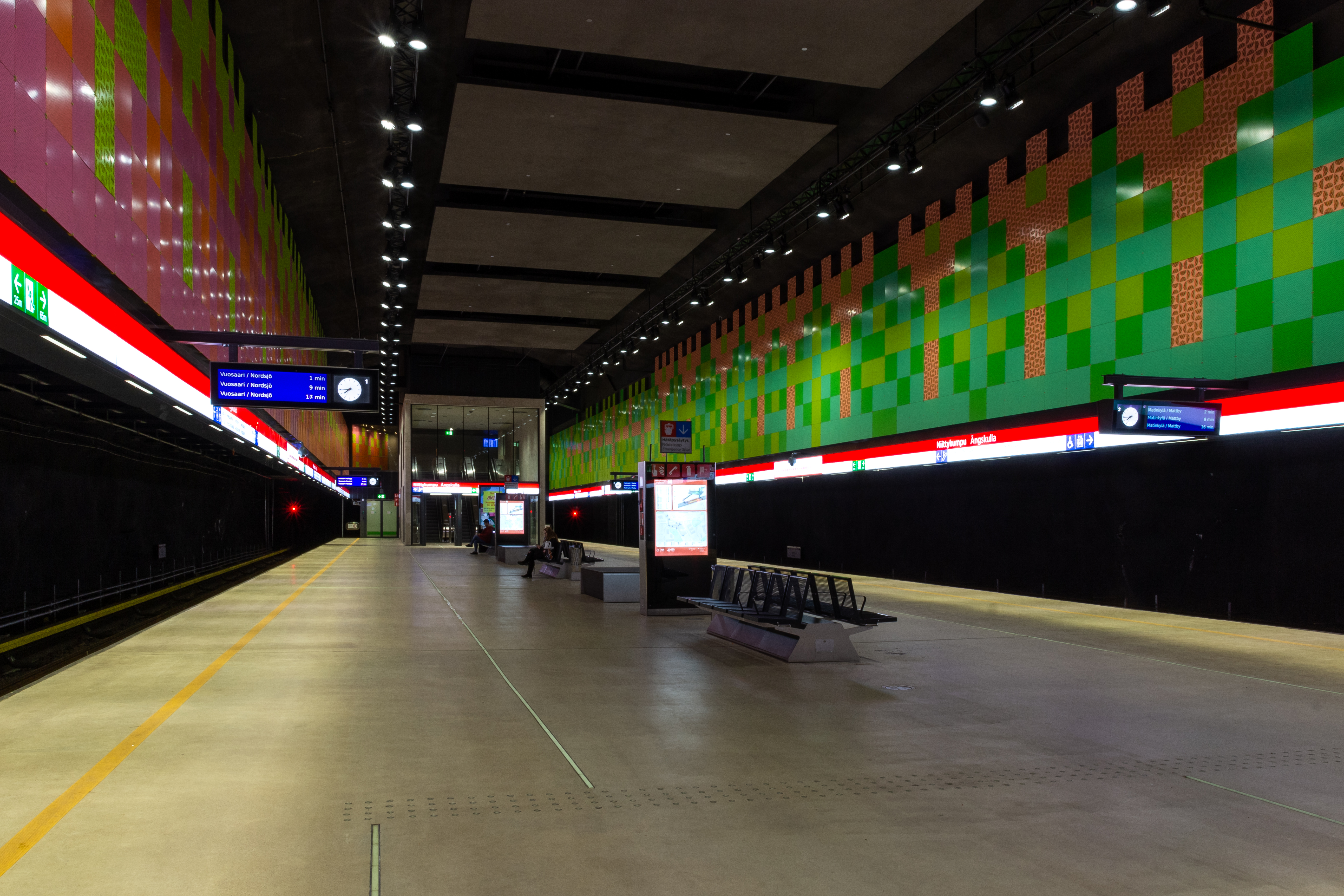
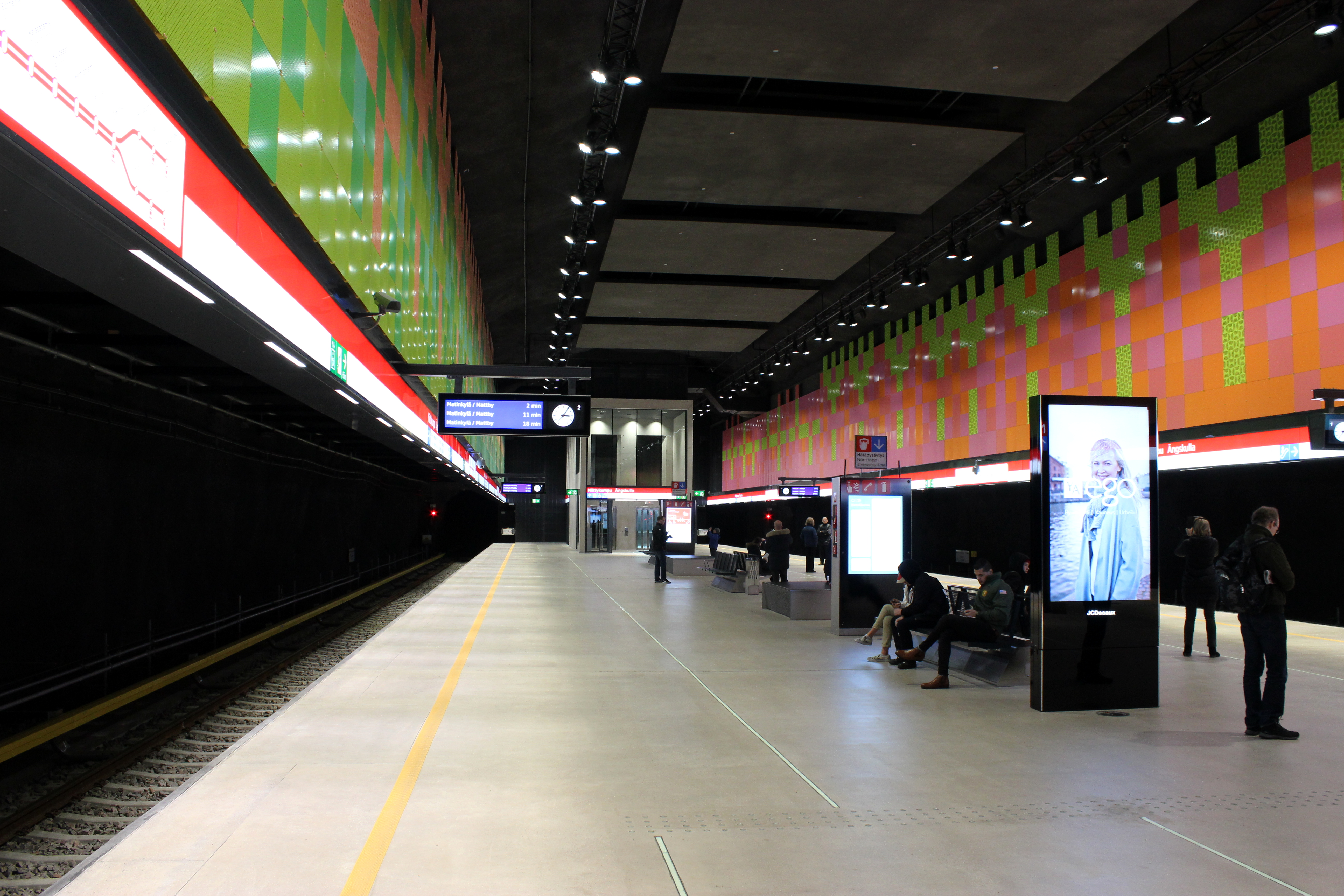

### Intermodalité
À proximité des arrêts de bus sont desservis par plusieurs lignes.